# Conversione di san Paolo (Parmigianino)
La Conversione di san Paolo è un dipinto a olio su tela (177,5x128,5 cm) del Parmigianino, databile al 1527 e conservato nel Kunsthistorisches Museum a Vienna.

## Storia
L'opera venne citata da Vasari (1550) e dal Lamo nel 1560 in casa del medico Giovanni Andrea Albio (vero cognome Bianchi, latinizzato) a Bologna. Si trattava di un importante personaggio originario di Parma, professore di anatomia all'Università di Bologna dal 1523 e archiatra di Pio IV dal 1566. L'Albio, come il Parmigianino, aveva fama di alchimista. Egli amava l'arte ed aveva commissionato a Niccolò dell'Abate un complicato affresco per la facciata della sua abitazione, definito dal Cavazzoni "un geroglifico" (1603). Alla morte del proprietario (1566) la tela dovette lasciare la città e nel 1608 si ritrova a Madrid, nell'inventario della collezione di Pompeo Leoni. Nel XVIII secolo giunse a Vienna, entrando nel museo e venendo esposta al pubblico dal 1912.
La datazione dell'opera viene in genere collocata a subito dopo il San Rocco e un donatore, confermando l'indicazione vasariana. In passato venne anche attribuita a Niccolò dell'Abate.
Ne esistono vari disegni preparatori, due con varianti (Courtauld Institute Galleries, inv. PG306 recto e 363 verso) e una copia antica il collezione Seilern a Londra (n. 365).

## Descrizione e stile

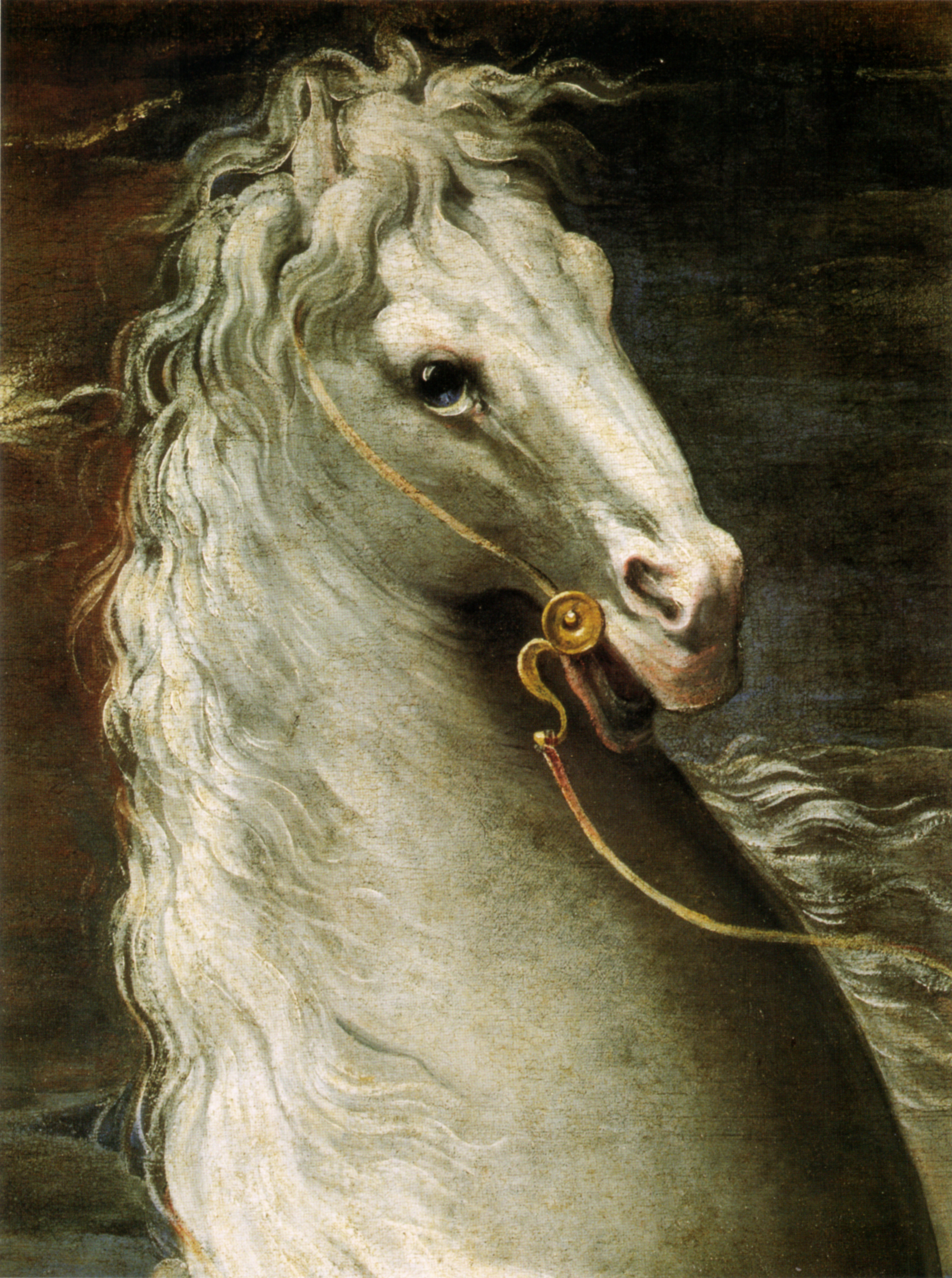
Dettaglio

L'esattore romano Saulo è appena caduto da cavallo, quando uno squarcio luminoso nel cielo segna la sua illuminazione divina e conversione al cristianesimo. Il tema è svolto con il protagonista semisdraiato a terra, con le braccia spalancate, di cui una appoggiata al suolo, e le gambe divaricate, dando un grande dinamismo alla scena, magnificato soprattutto dal cavallo bianco che si impenna, di profilo col muso girato verso lo spettatore. Elemento curioso e sfarzoso è la sella di pelliccia d'ermellino. L'uso delle torsioni, le proporzioni allungate e gli arti gonfiati (soprattutto i polpacci e le cosce) sono perfettamente compatibili con la produzione dopo il soggiorno romano, influenzata da Michelangelo, ma rielaborata in qualcosa di più originale, di "manierista". Lo sguardo è estatico, rivolto verso l'alto, proprio come nel San Rocco e un donatore.
La figura antinaturalistica del cavallo, dal collo gonfio e la testa piccola e sottile, le redini ridotte a un filamento capriccioso, la gualdrappa setosa, le vesti leggere del santo, le lumeggiature dorate della superficie, danno al dipinto il segno di un'invenzione decorativa, di un'astrazione deformata e compiaciuta.
Il tutto è ambientato in un paesaggio fatto di alberelli fronzuti, colline e montagne, legato ai modi di Dosso Dossi e della pittura nordica, da cui sembra derivare il cupo cielo plumbeo, con toni rossastri attorno all'emanazione divina.
Esiste un disegno che riproduce con poche variazioni la tela e se il riferimento alla Cacciata di Eliodoro di Raffaello, nelle Stanze vaticane.